# Putuo-hegy
A Putuo-hegy (kínai: 普陀山, pinjin: Pǔtúo Shān) a Putuo-sziget hegye Sanghajtól délkeletre, Kína Csöcsiang tartományában, a Kelet-kínai-tengerben.  A hegy a kínai buddhizmus egyik fontos helyszíne, Avalókitésvara (Kuan-jin) bódhiszattva (magas tudatszintet elért személy) bodhimandája (megvilágosodási helyszín). A Putuo-hegy a kínai buddhizmus négy szent hegye közül az egyik, a másik három a Vutaj-hegy, a Csiu-hua és az Emej-hegy (Mandzsusrí, Ksitigarbha és Szamantabhadra bodhimandái). A 12,5 km²-es területen több híres, szentnek tartott templom található. A holdnaptár szerinti meghatározással évente három alkalommal látogatnak zarándokok és turisták a helyszínre, hogy részt vegyenek a Kuan-jin bodhiszattva születésnapi ünnepségén.
A Putuo-hegyen több templom és kolostor is üzemel, nagyok és kicsik egyaránt. Mindegyik a Kínai Buddhista Szövetség igazgatása alá tartozik. Mind hazai, mind külföldi apácák és szerzetesek sorban állnak azért, hogy a sziget valamelyik intézményében élhessenek és gyakorolhassanak. Ma több mint harminc fő templom található a hegyen, köztük a Pu-csi, a Fa-jü és a Huj-csi templom. Emellett itt található a Buddhista Intézet, amely Kína egyik legnagyobb buddhista akadémiája.
A Putuo-hegy további látnivalói közé tartozik a 33 méter magas Kuan-jin szobor, két nagy tengerparti fürdőhely, a „Száz lépés part” és az „Ezer lépés part”. Az  előbbinél szednek belépőt és itt lehet bérelni fürdőágyat és napernyőt, és árulnak egyéb turista csalogató tevékenységeket is. A Csousan-szigetek többségét ma már hidak kötik össze, ami azt jelenti, hogy a Putuo-hegy is ma már könnyen megközelíthető Sanghaj és Ningpo felől. A buszvégállomás neve Sen-csiamen pályaudvar. A Bansengtung molótól 10 perc alatt ér a Putuo-hegyhez a gyorskomp (22RMB). Sanghajban több helyről is indulnak buszok Sen-csianmen-be. A buszút kb 4-5 óráig tart. Ningpo-ból csak 2-3 óra a buszút. Napi két repülőjárat érkezik a sanghaji Hongqiao reptérről a Putuo reptérre, amely három kilométerre van Sen-csiamen-től.

## Története
A Putuo-hegy több mint ezer éve zarándokolnak buddhista gyakorlók és hívők. A Tang-dinasztia korában a tengeri selyemút kialakulásakor a Putuo-hegy a kínai buddhizmus egyik központjává vált. A történelme során sok híres történelmi személy látogatott el a helyszínre, köztük a 20 éves, későbbi csan buddhista mester Jin-jüan Long-csi (Ingen), vagy Taj-hszü. Az utóbbi éveket töltött itt önkéntes elvonulásban.

## Időjárás
A sziget éghajlata ázsiai meleg, mérsékelt, és csapadékos (Cfa) és négy, egymástól eltérő jellegzetes évszak váltja egymást. Sokat esik és gyakori a köd. Az évi átlaghőmérséklet 16 °C. A leghidegebb hónap január, amikor az átlaghőmérséklet 5,4 °C, a legmelegebb augusztus hónapban ugyanez 27,0 °C. A július, augusztus és szeptember jelenti a tájfun időszakot. A szél átlagsebessége 4,2-5,7 m/s.

## Galéria

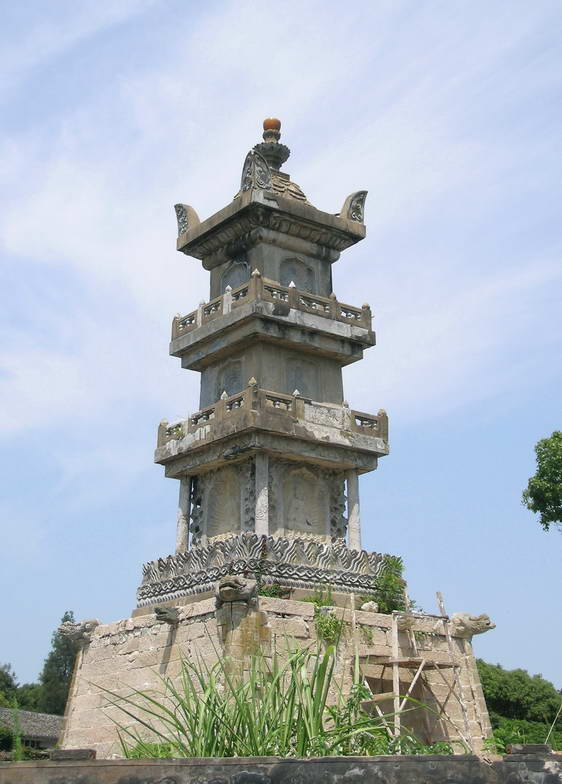
A Tuo Pao pagoda
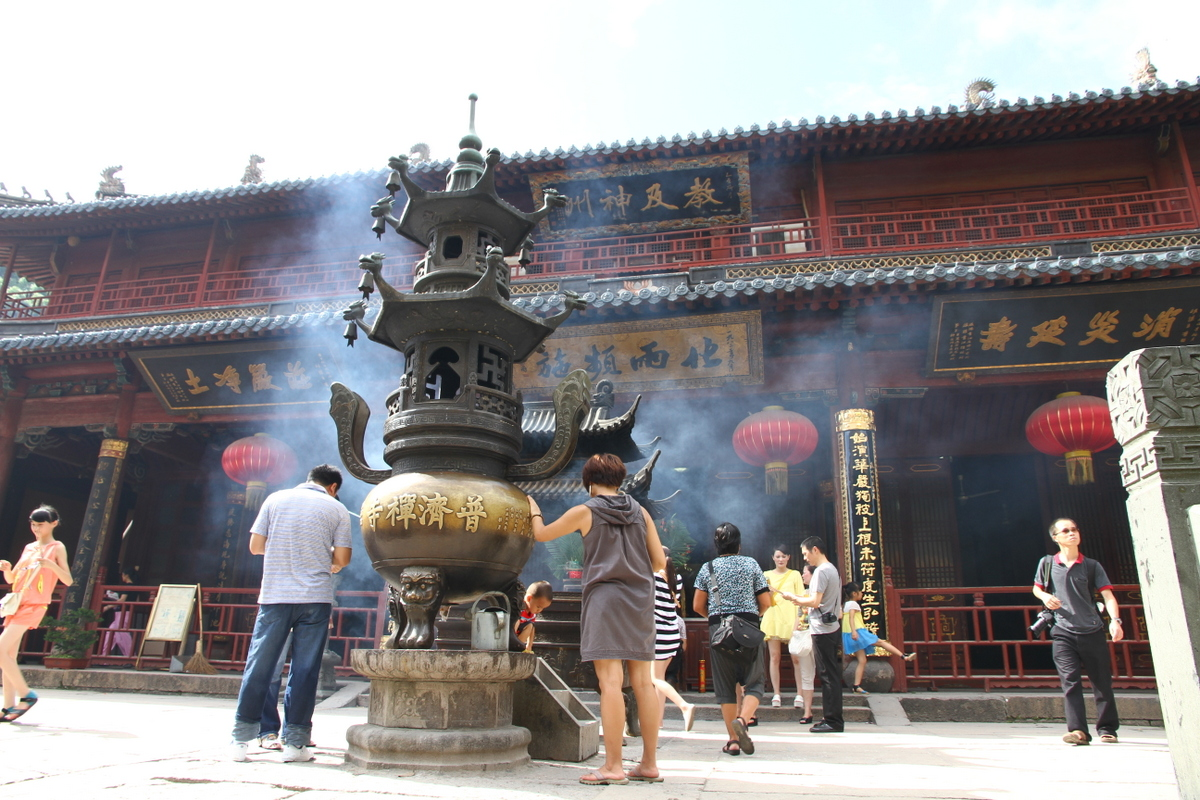
A Pu-csi templom
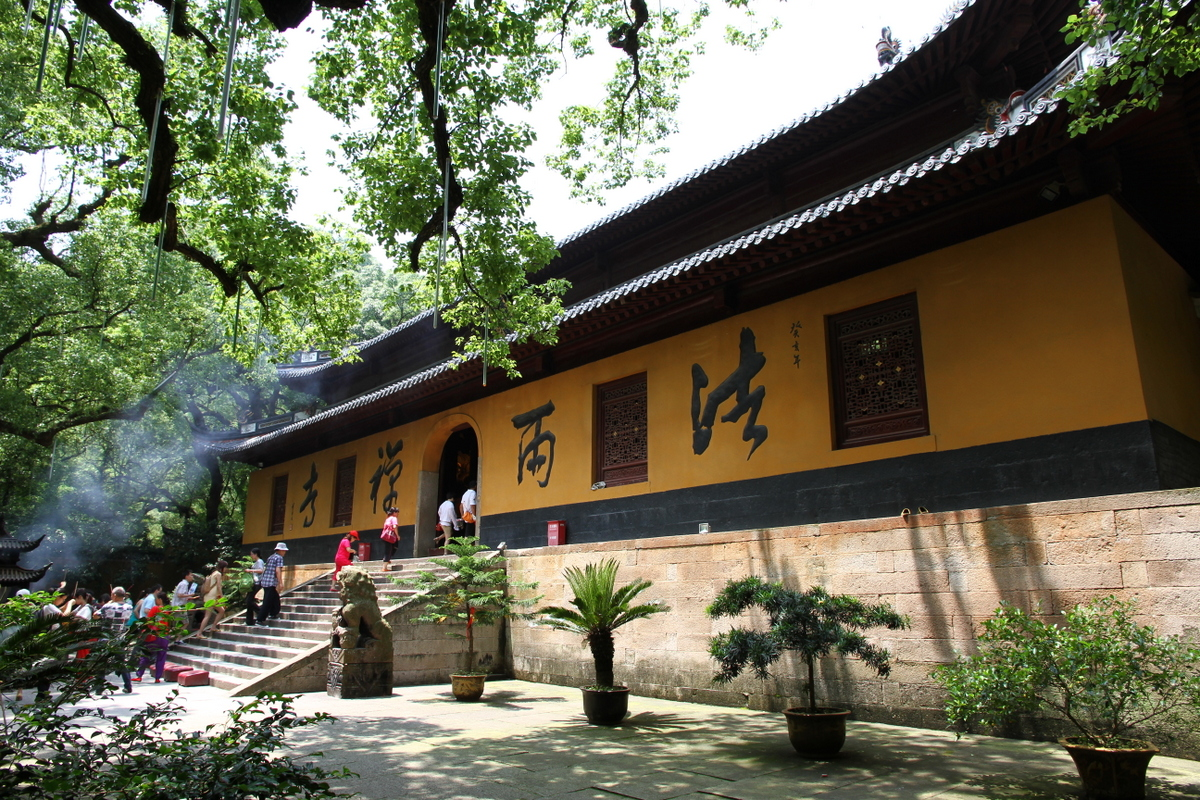
A Fa-jü templom
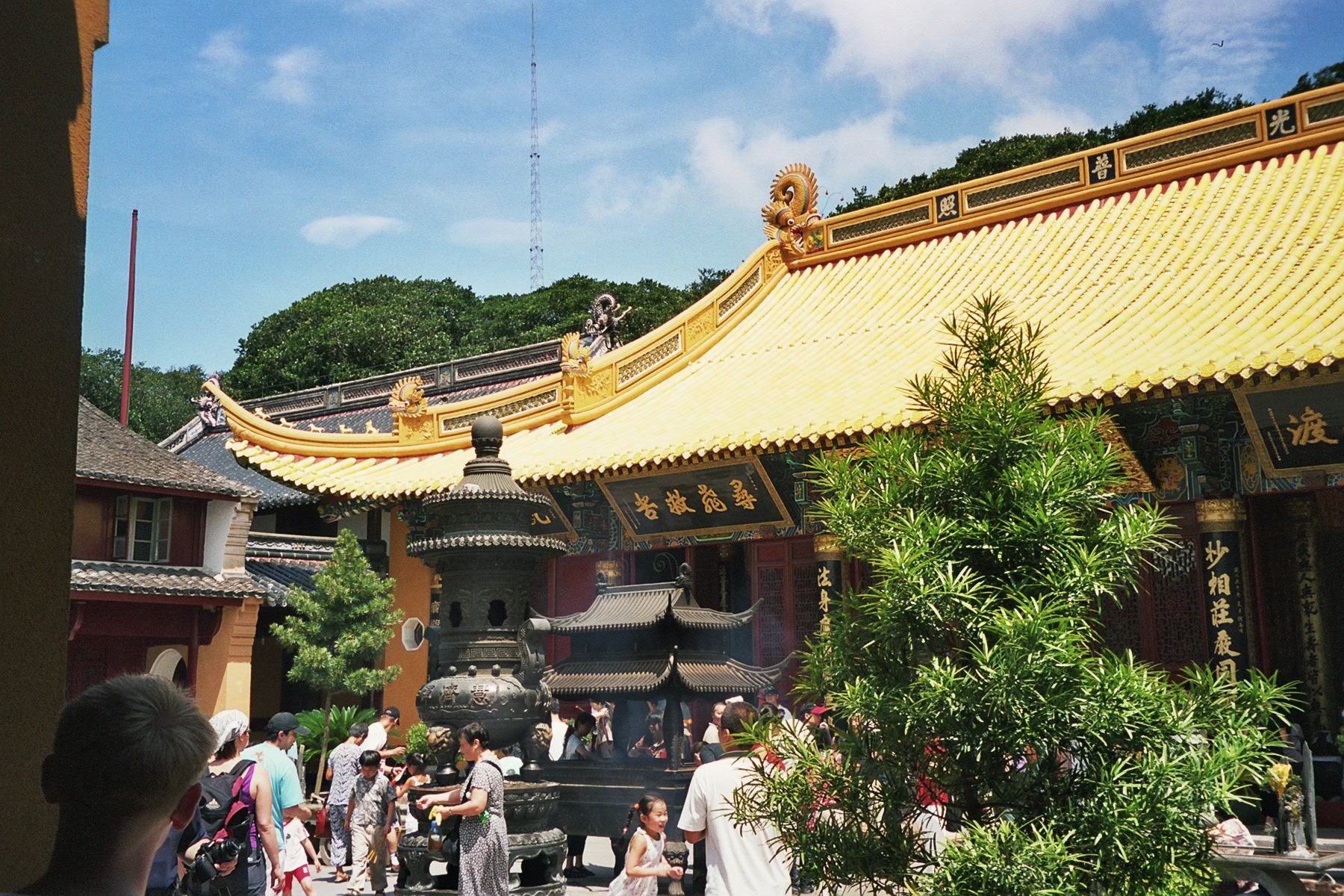
A Huj-csi templom
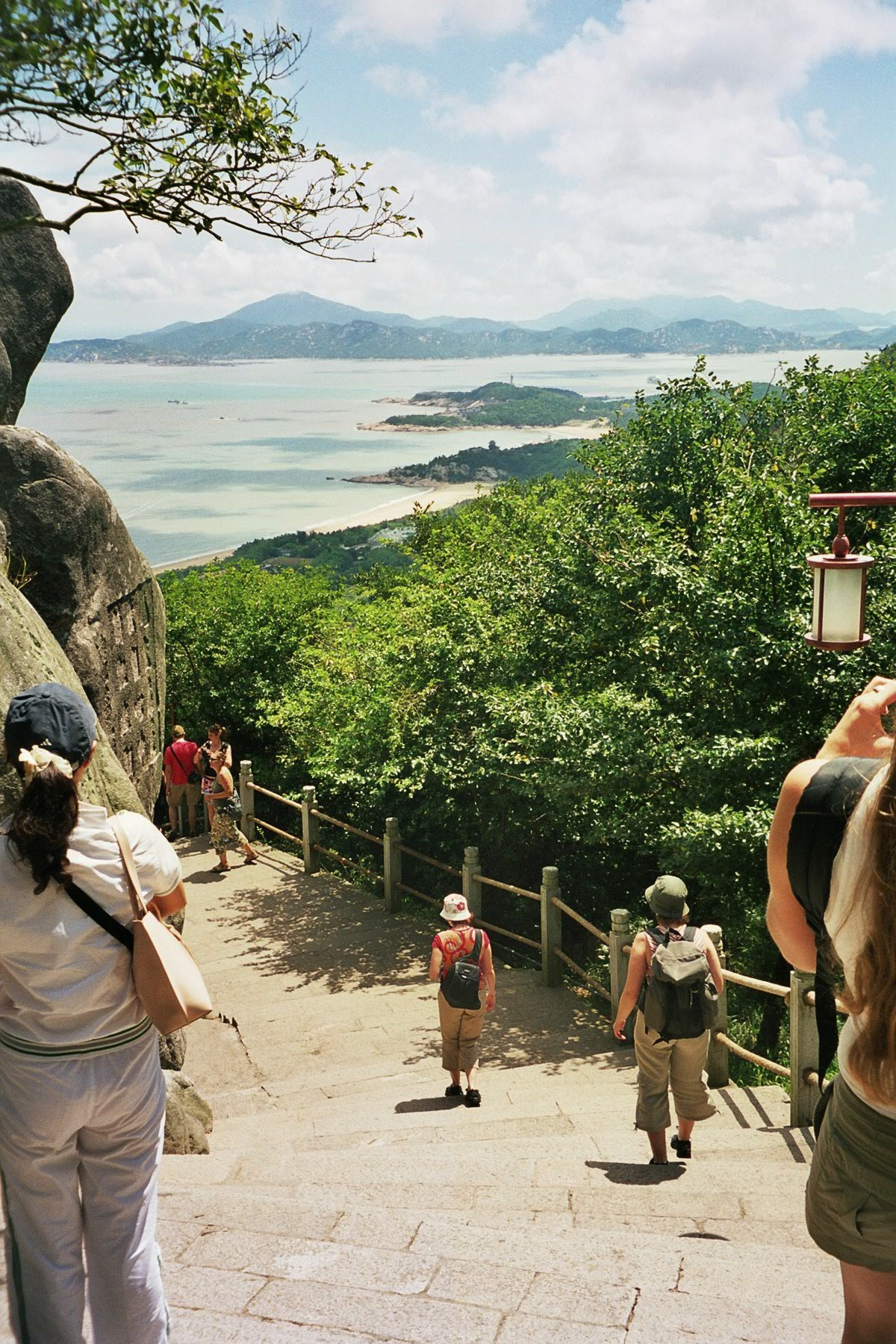
A Putuo-hegy szigetének látványa
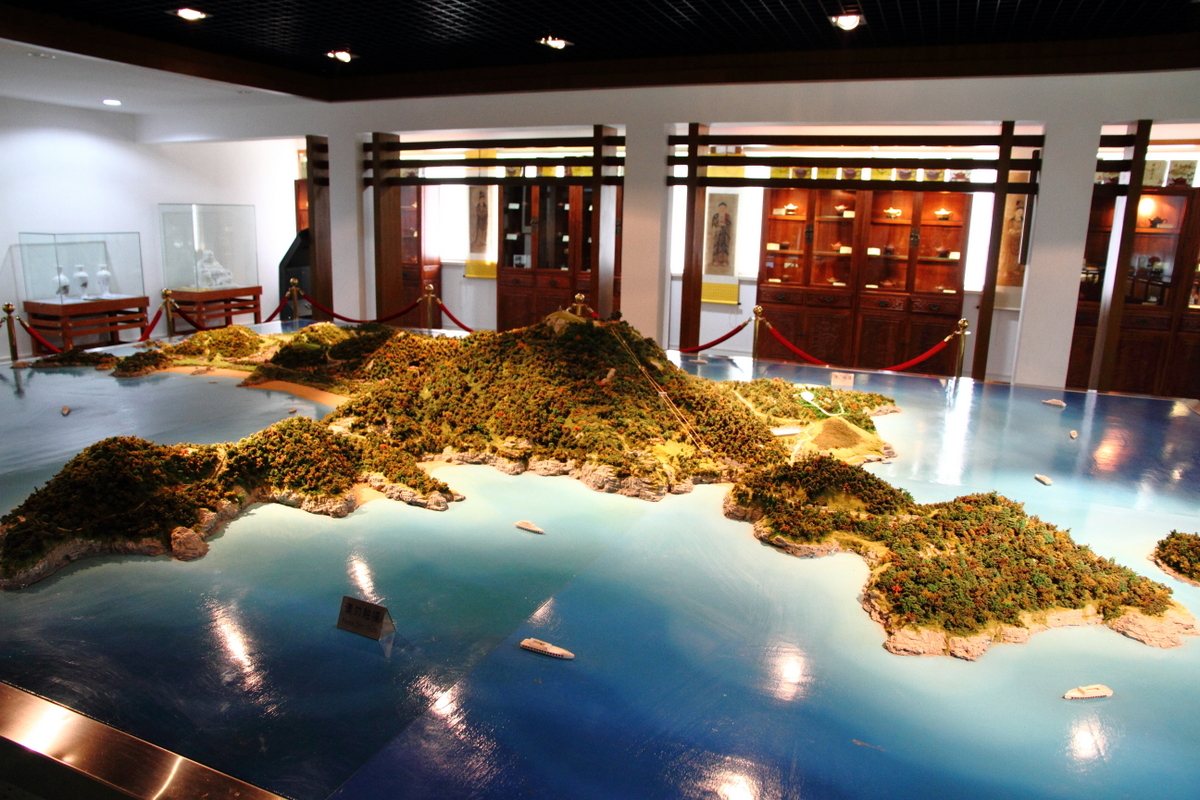
A Putuo-hegy makettje
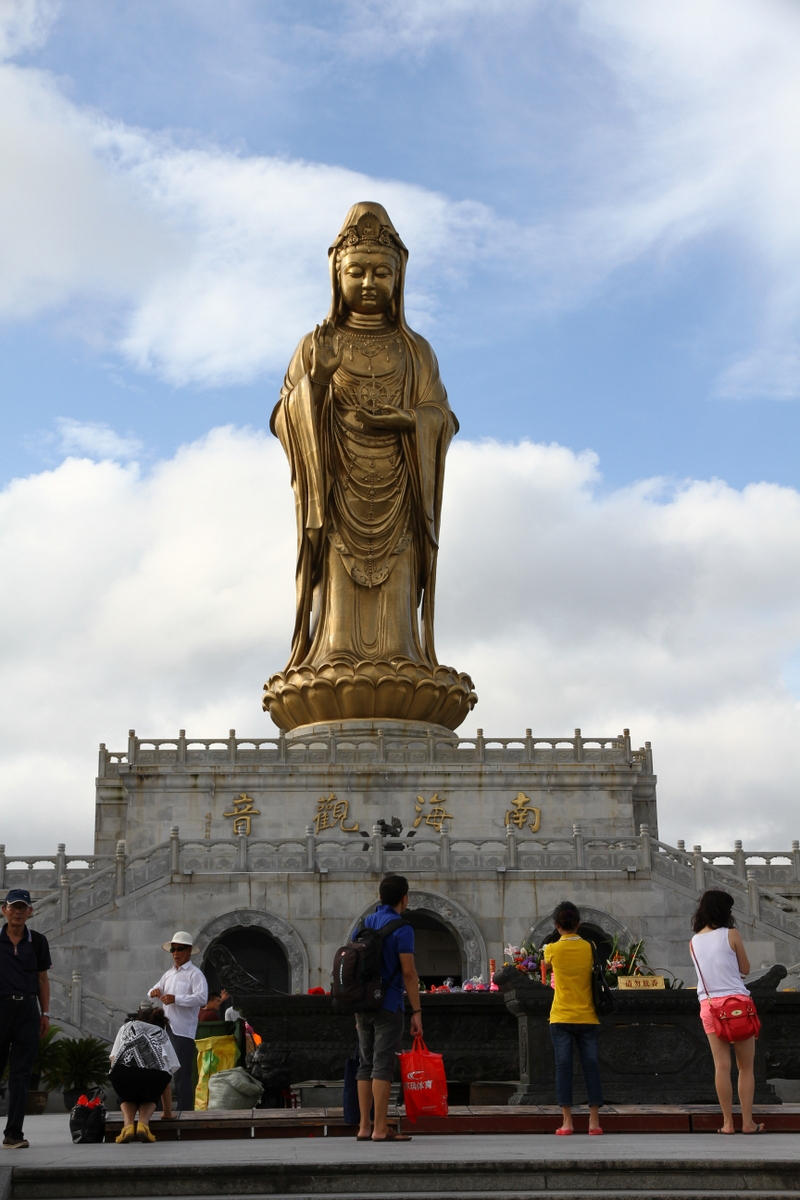
A Kuan-jin szobor
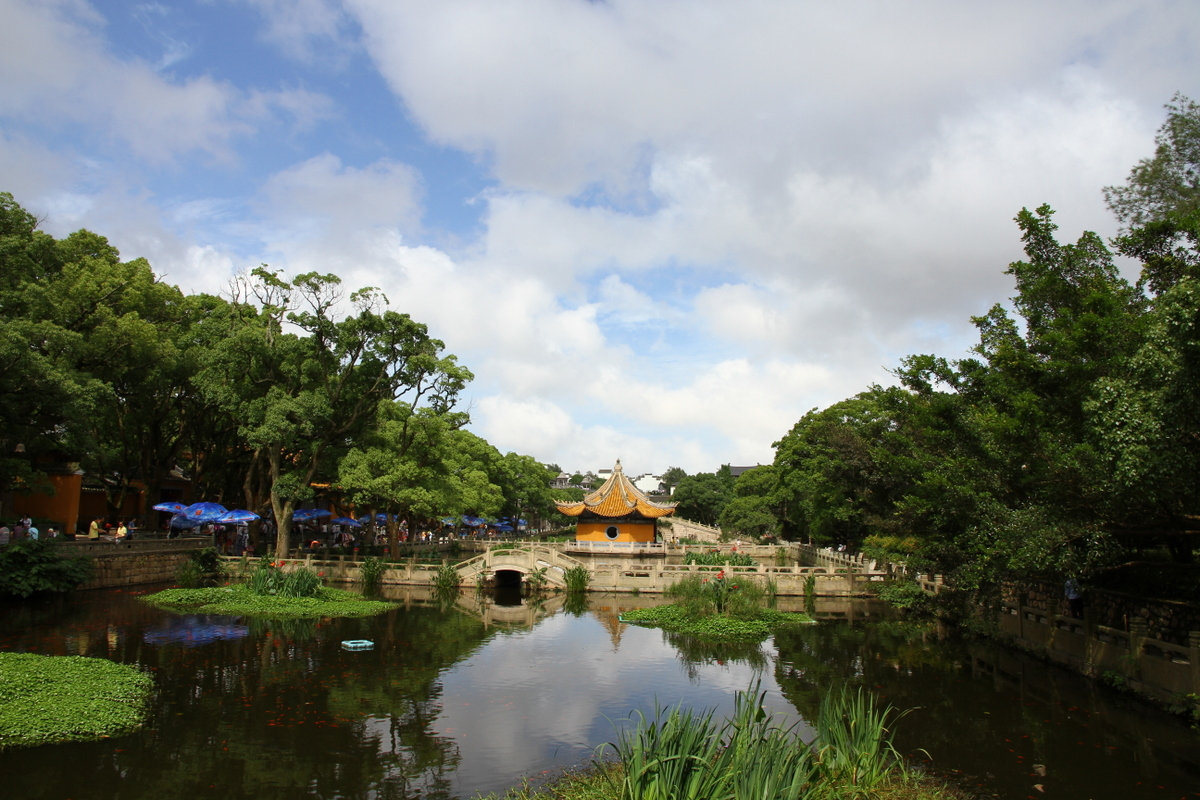
Putuo-hegyi tó és pavilonok